# Fabio KoRyu Calabrò
Fabio KoRyu Calabrò (Bologna, 31 ottobre 1960) è un cantautore italiano.
Nel 1985 è diventato monaco zen, ed ha quindi aggiunto al suo nome e cognome, Fabio Calabrò, il nome KoRyu.

## Biografia
Dopo aver studiato arte ed architettura, si dedica alla musica, scrivendo le prime canzoni; dal 1989 si dedica alla composizione di canzoni umoristiche, ed inizia ad esibirsi dal vivo accompagnandosi con l'ukulele e, più raramente, con il banjo, proponendo oltre ai suoi brani anche alcune cover di altri artisti, tra cui un medley di canzoni di Lucio Battisti "cucite" insieme e perciò intitolato Cucio Battisti.
Per i suoi spettacoli conia il termine di musicabaret.
Partecipa ad alcune edizioni del Ferrara Buskers Festival, e viene notato da Maurizio Costanzo, che lo fa esibire, a partire dal 1994, in varie puntate del Maurizio Costanzo Show.
Appassionato fan dei Beatles, ha realizzato dapprima una versione in italiano dell'intero Album bianco nel 2000, intitolata Albume bianco, che ha ricevuto molte recensioni positive e poi, nel 2007, ha ripetuto l'operazione con Sergio Pepe e l'orchestrina cuori solitari, cioè Sgt. Pepper's Lonely Hearts Club Band, sebbene traduzione corretta di Sgt. sia "Sergente" anziché Sergio. Entrambi i dischi sono stati pubblicati dall'etichetta Vetrocipolla.

Nel 2013 ripete l'operazione per la terza volta con Rivoltella, versione in italiano di Revolver.
A partire dal 2000 si esibisce anche all'estero, in Svizzera e Germania; il repertorio beatlesiano in italiano gli vale inoltre una collaborazione con Aldo Tagliapietra de Le Orme, con cui realizza una versione per sitar ed ukulele di Norwegian Wood.
Si dedica anche al teatro, e nel 2006 recita in Esercizi di stile di Raymond Queneau, con la regia di Luigi Scaringella.
Nel 2008 si esibisce a Vicenza al UKEit, festival italiano dell'ukulele.
Nel 2009 partecipa al disco collettivo UKEit - L'ukulele italiano - vol. 1, curato dall'etichetta Barlumen Records.
Insieme a Sandro Di Pisa e Gilberto Tarocco, ha formato il trio Fabio KoRyu Calabrò e i Colibrì.
Nel 2018 partecipa all'album Powerillusi & Friends dei Powerillusi; nel disco interpreta il brano Per fare un disco accompagnandosi con l'ukulele.

## Discografia

### Album in studio
- 2000 - Non c'è motivo (Alma Music)
- 2000 - Albume bianco (I Dischi della Vetrocipolla)
- 2003 - Festival di Festival (Alma Music)
- 2005 - Vincenzo Magio e i Tre Re (Alma Music)
- 2006 - Koryubolario (Alma Music)
- 2007 - Sergio Pepe e l'Orchestrina Cuori Solitari (I Dischi della Vetrocipolla)
- 2008 - A qualcuno piace Fred (Panebu Media)
- 2013 - Rivoltella (Alma Music)
- 2020 - Abbi strada (Egea)

### Compilation
- 2009 - UKEit - L'ukulele italiano - vol. 1 (Barlumen Records)
- 2015 - Luci e Diamanti (con la partecipazione di Francesco Di Giacomo e Polifonica Pievese - Ed.discogr.Egea-L'Abaco)

### Partecipazioni
- 2018 - Powerillusi & Friends dei Powerillusi (Fabio KorRyu Calabrò interpreta il brano Per fare un disco).